# Ди(тетрахлорогаллат) диртути
Ди(тетрахлорогалла́т) дирту́ти — неорганическое соединение,
комплексный хлорид ртути и галлия
с формулой Hg2(GaCl4)2,
кристаллы.

## Получение
- Реакция хлорида ртути(I) и хлорида галлия:

{\displaystyle {\mathsf {Hg_{2}Cl_{2}+2GaCl_{3}\ {\xrightarrow {}}\ Hg_{2}(GaCl_{4})_{2}}}}

## Физические свойства
Ди(тетрахлорогаллат) диртути образует кристаллы
триклинной сингонии,
пространственная группа P 1,
параметры ячейки a = 0,64521 нм, b = 0,65444 нм, c = 0,92717 нм, α = 83,526°, β = 74,915°, γ = 61,863°
.